# Edmund von Hellmer
Edmund von Hellmer (magyarosan Hellmer Edmund, Bécs, 1850. november 12. – Bécs, 1935. március 9.) osztrák szobrász, Fadrusz János és Horvay János mestere.

## Életpályája
A bécsi Akadémián tanult, majd Hanns Gasser műhelyében dolgozott. 1879 és 1922 között a bécsi Akadémia professzoraként tanított. A historizmus jeles képviselője, akinek neobarokk stílusára Adolf von Hildebrand volt hatással. Később a Wiener Secession egyik alapítója volt. Emlékművei és szoborportréi egyaránt jelentősek.

## Ismert tanítványai
- Fadrusz János
- Anton Hanak
- Horvay János
- Szécsi Antal
- Zala György

## Könyve
- "Lehrjahre in der Plastik" (1900).

## Főbb művei

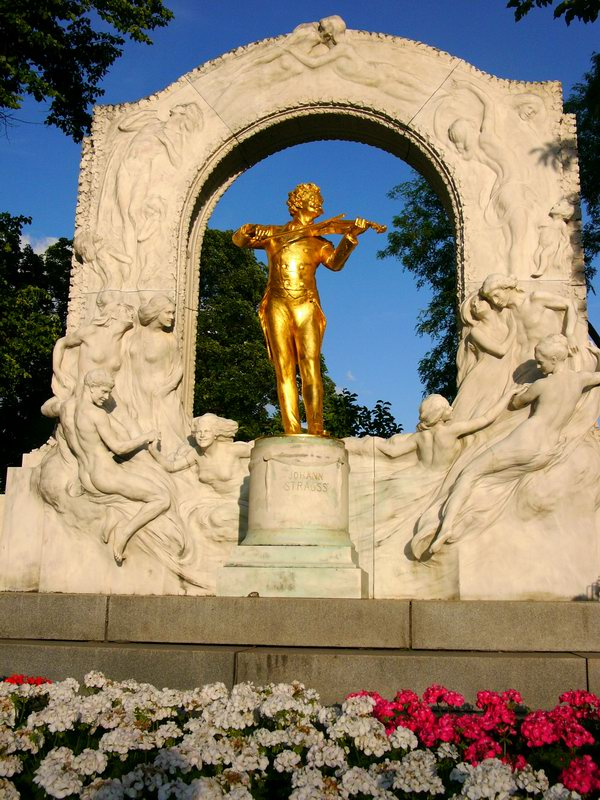
Ifj. Johann Strauss II. szobra a Bécsi Stadtparkban

### Emlékművek
- Türkenbefreiungsdenkmal, Stephansdom, Bécs, 1894 (1945-ben részben megsemmisült);
- E. J. Schindler, Bécs, 1895;
- J. W. von Goethe, Bécs, 1900;
- Ifj. Johann Strauß, Bécs, 1921;
- M. von Franck, Graz, 1899 (Graz);
- Erzsébet császárné és királyné (Kaiserin Elisabeth), Hellbrunn, 1901.

### Hozzájárulása híres bécsi épületekhez
- Parlament,
- Egyetem,
- Hofburg.

### Síremlékek a bécsi Zentralfriedhofban
- N. Dumba, (1903 körül);
- H. Wolf, 1904.